# Декстер (сезон 5)
Пятый сезон сериала «Декстер», премьера которого состоялась 26 сентября 2010 года, и состоящего из 12 эпизодов. Сезон сосредоточен на том, как Декстер борется с последствиями финала четвёртого сезона, останавливая группу серийных насильников и избегая одного коррумпированного полицейского, который узнаёт его смертельную тайну.

## В ролях

### В главных ролях
- Майкл Си Холл — Декстер Морган
- Дженнифер Карпентер — Дебра Морган
- Десмонд Харрингтон — Джои Куинн
- Си Эс Ли — Винс Масука
- Лорен Велес — Мария ЛаГуэрта
- Дэвид Зейес — Анхель Батиста
- Джеймс Ремар — Гарри Морган

### Специально приглашённые звёзды
- Джулия Стайлз — Люмен Пирс
- Питер Уэллер — Стэн Лидди
- Джонни Ли Миллер — Джордан Чейз

### Специальные появления
- Джули Бенц — Рита Морган
- Кэтрин Мённиг — Микель Анджело

| - Мария Дойл Кеннеди — Соня - Эйприл Ли Эрнандес — Кира Мансон - Адам Джон Харрингтон — Рэй Уокер - Кристина Робинсон — Астор Беннетт - Крис Вэнс — Коул Хэрмон - Стив Истин — Билл Беннетт - Престон Бэйли — Коди Беннетт - Кэтлин Нун — Мора Беннетт - Рик Питерс — Эллиот - Рафаэль Сбардж — Джим Маккорт - Джефф Пирсон — Том Мэттьюс - Тасия Шерел — Фрэнсис - Брандо Итон — Джона Митчелл | - Анджела Беттис — Эмили Бёрч - Шон Хэтоси — Бойд Фоулер - Шон О'Брайан — Дэн Менделл - Джозеф Джулиан Сориа — Карлос Фуэнтес - Джоз Агирр — Марко Фуэнтес - Чад Аллен — Лэнс Робинсон - Табита Морелла — Оливия - Дэниел Трэвис — Барри Курт - Майкл Даррелл — Стюарт Фрэнк - Скотт Граймс — Алекс Тилден |

## Эпизоды
| № общий | № в сезоне | Название                                         | Режиссёр        | Автор сценария                                                | Дата премьеры    | Зрители в США (млн) |
| --- | ---------- | ------------------------------------------------ | --------------- | ------------------------------------------------------------- | ---------------- | ------------------- |
| 49 | 1          | «Моя вина» «My Bad»                              | Стив Шилл       | Чип Йоханнссен                                                | 26 сентября 2010 | 1,77                |
| Серия начинается после событий конца 4 сезона: Декстер сообщает вернувшимся детям о смерти Риты. Декстер перевозит всю семью к Дебре. Она помогает ему с похоронами. Декстер должен явиться в ФБР на допрос, его подозревают в убийстве Риты. Астор обвиняет Декстера в том, что он испортил её жизнь и не защитил мать. Декстер винит во всём себя и тоскует по Рите. Он не является на допрос в ФБР, чтобы попрощаться с Ритой. |            |                                                  |                 |                                                               |                  |                     |
| 50 | 2          | «Привет, бандит» «Hello, Bandit»                 | Джон Дал        | Скотт Бак                                                     | 3 октября 2010   | 1,70                |
| Декстер приходит в ФБР на допрос. ФБР вышло на след Кайла Батлера (кем представлялся Декстер семье «Троицы»). Декстер выходит на Бойда Фоулера, убийцу из санэпидемстанции. Анхель узнаёт, что у ЛаГуэрты есть счёт в банке, о котором он не знал. Астор решает жить с дедом и бабушкой, они с Коди уезжают. |            |                                                  |                 |                                                               |                  |                     |
| 51 | 3          | «Практически идеальный» «Practically Perfect»    | Эрнест Дикерсон | Мэнни Кото                                                    | 10 октября 2010  | 1,86                |
| Декстер нанимает няню для Гаррисона. Декстер убивает Бойда Фоулера у него в доме, но находит пытающуюся сбежать жертву Фоулера. |            |                                                  |                 |                                                               |                  |                     |
| 52 | 4          | «Красавица и чудовище» «Beauty and the Beast»    | Милан Чейлов    | Джим Леонард                                                  | 17 октября 2010  | 1,79                |
| Дебра упускает одного из подозреваемых, у неё на глазах ранят человека. Куинн подозревает, что Декстер и есть тот неуловимый Кайл Батлер, но Джона не выдаёт Декстера. Заложница Декстера (Люмен Пирс) пытается бежать. Декстер показывает ей кладбище трупов Фоулера. Она рассказывает ему, что Фоулер был не один. |            |                                                  |                 |                                                               |                  |                     |
| 53 | 5          | «Первая кровь» «First Blood»                     | Ромео Тироне    | Тим Шлаттманн                                                 | 24 октября 2010  | 1,94                |
| Анхель подозревает ЛаГуэрту в измене. Люмен решает мстить насильникам сама и по ошибке пытается убить невиновного сокамерника Фоулера, но Декстер останавливает её. Он увозит её в аэропорт, но она остаётся. ЛаГуэрта пытается защитить Декстера и отстраняет Куинна от работы, а он нанимает нечистого копа (Лидди) следить за Декстером. Десятимесячный сын Декстера, Гаррисон, царапает другого ребенка до крови. Декстер переживает, что его сын может вырасти маньяком, но няня убеждает его в нормальности ребенка.                                                           |            |                                                  |                 |                                                               |                  |                     |
| 54 | 6          | «Полная иллюминация» «Everything is Illumenated» | Стив Шилл       | Венди Уэст                                                    | 31 октября 2010  | 1,63                |
| Отдел проводит операцию по задержанию братьев Фуэнтес в клубе, но берут только их подружку. Лидди находит для Куинна информацию на Декстера, которая слишком уж чиста, что вселяет подозрения. Люмен находит одного из насильников — мужчину с кольцом. Декстер пытается его убить в месте другого преступления и отвести от себя подозрения у приехавших полицейских. |            |                                                  |                 |                                                               |                  |                     |
| 55 | 7          | «Огради нас» «Circle Us»                         | Джон Дал        | Скотт Бак                                                     | 7 ноября 2010    | 1,90                |
| Декстер с Люмен нашли ещё одного насильника, а в его доме фото, подтверждающее, что насильники давно знакомы. Дело братьев Фуэнтес закончилось провалом операции в клубе: один из братьев и две невиновные девушки были убиты. Лидди узнал для Куинна, что Декстер поселил женщину (Люмен) в своём доме и начал требовать ещё денег за дополнительную информацию. С Декстером пытается сблизиться Джордан Чейз. |            |                                                  |                 |                                                               |                  |                     |
| 56 | 8          | «Возьми!» «Take It!»                             | Ромео Тироне    | Мэнни Кото и Венди Уэст                                       | 14 ноября 2010   | 1,94                |
| Один из насильников, Коуэл (глава охраны Джордана Чейза), находит Люмен. Декстер убивает Коуэла. Люмен узнаёт в мужчине «тик-так» самого Джордана Чейза. ЛаГуэрта возлагает на Дебру всю вину за провал операции в клубе и это плохо сказывается на их дружбе. Лидди узнаёт имя Люмен и снимает на камеру как она с Декстером избавляется от трупа Коуэла на лодке. |            |                                                  |                 |                                                               |                  |                     |
| 57 | 9          | «Подростковая пустошь» «Teenage Wasteland»       | Эрнест Дикерсон | Лорен Гуссис                                                  | 21 ноября 2010   | 2,11                |
| Астор с подружкой (Оливией) пьяные приезжают в свой бывший дом, и находит Люмен. Затем обе девочки неожиданно исчезают и Декстер заявляет в полицию о похищении. Дебра возвращает девочек Декстеру и узнаёт, что у него дома живёт Люмен. Декстер помогает Оливии решить её проблему и мирится с Астор. Он сближается с Чейзом. Дебра узнаёт, что Куинн копал под её брата и прерывает с ним отношения. Куинн отказывается от услуг Лидди. Дебра находит новые улики и дело о девушках в бочках снова открывается — ищут соучастников Бойда. Чейз находит Люмен и угрожает Декстеру. |            |                                                  |                 |                                                               |                  |                     |
| 58 | 10         | «В начале» «In the Beginning»                    | Кит Гордон      | Скотт Рейнольдс                                               | 28 ноября 2010   | 2,54                |
| Декстер отправляет Гаррисона к родственникам. Декстер узнаёт имя первой жертвы Чейза и его друзей-насильников. Она выдаёт настоящее имя Чейза и ещё одного насильника, Алекса Тилдена. Лидди, подделав документы, получает оборудование для слежения и узнаёт о Декстере с Люмен много лишнего. Декстер с Люмен убивают Алекса Тилдена. После этого они с Декстером становятся любовниками. Чейз пытается подставить вместо себя Алекса Тилдена. Дебра догадывается о том, что одна из жертв насильников осталась в живых.                                                           |            |                                                  |                 |                                                               |                  |                     |
| 59 | 11         | «Уходящий поезд» «Hop a Freighter»               | Джон Дал        | Сюжет: Карен Кэмпбелл Телесценарий: Скотт Бак и Тим Шлаттманн | 5 декабря 2010   | 2,26                |
| Дебра развивает версию о самосуде одной из жертв над насильниками женщин из бочек. Расследование выходит на Чейза, который пытается убежать заграницу. ЛаГуэрта помогает Дебре с ордером и они мирятся. Декстер понимает, что влюблён в Люмен. Он узнаёт о подозрениях Куинна и слежке Лидди. Декстер убивает Лидди. Чейз пытается убить последних свидетелей и заманивает Люмен в ловушку. |            |                                                  |                 |                                                               |                  |                     |
| 60 | 12         | «Крупное дело» «The Big One»                     | Стив Шилл       | Чип Йоханнсенн и Мэнни Кото                                   | 12 декабря 2010  | 2,48                |
| Декстер пытается найти и спасти Люмен. Чейз увозит Люмен туда, где всё началось. Полиция обнаруживает труп Лидди и Куинна чуть не обвиняют в его убийстве. Декстер попадает в ловушку Чейза, но освобождается и помогает Люмен его убить. Дебра застаёт убийц Чейза на месте преступления, но отпускает их, не видя их лиц. Добившись отмщения Люмен бросает Декстера. Влюбленные пары (Анхель и ЛаГуэрта, Куинн и Дебра) мирятся. Коллеги и родственники Декстера празднуют день рождения Гариссона (ему исполняется год).                                                          |            |                                                  |                 |                                                               |                  |                     |